# Estergebirge
Das Estergebirge, auch Krottenkopfgebirge genannt, liegt in den Bayerischen Alpen zwischen Loisach- und Isartal und ist somit Teil der Nördlichen Kalkalpen.
Nach Norden wird es von der Eschenlaine begrenzt, was den oft hinzugezählten Höhenzug Heimgarten-Herzogstand (Walchenseeberge) ausschließt.
Das Estergebirge ist eines der größten zusammenhängenden Karstgebiete in den Bayerischen Alpen.

## Geografie

### Wichtige Gipfel
Wichtige Gipfel sind der Krottenkopf (2086 m), der Bischof (2033 m), die Hohe Kisten (1922 m), der Hohe Fricken (1940 m) und der Simetsberg (1836 m). Die Anstiege sowohl aus dem Loisachtal als auch von Südosten von Krün bzw. Wallgau sind relativ lang, daher ist es im Estergebirge mit Ausnahme des mit einer Seilbahn von Garmisch-Partenkirchen erschlossenen Wank (1780 m) mit dem fast ganzjährig bewirtschafteten Wankhaus noch recht ruhig geblieben.

### Gipfel von Nord nach Süd
Die Berge liegen zwischen den Orten Eschenlohe, Oberau, Farchant, Partenkirchen, Krün und Wallgau.
- Simetsberg (1836 m)
- Neuglägerkopf (1491 m)
- Kesselköpfe (1594 m)
- Platteneck (1804 m)
- Wallgauer Eck (1769,4 m)
- Klaffen (1829 m)
- Elferköpfl (1412 m)
- Zwölferköpfl (1656 m)
- Hohe Kisten (1922 m)
- Zundereck (1478 m)
- Zunderkopf (1506 m)
- Archtalkopf (1927 m)
- Schindlerskopf (1940 m)
- Oberer Risskopf (2049 m)
- Kareck (2046 m)
- Henneneck (1964 m)
- Krottenkopf (2086 m)
- Bischof (2033 m)
- Hoher Fricken (1940,4 m)
- Amelsberg (1741 m)
- Wank (1780 m)
- Roßwank (1688 m)
- Vorderer Riedberg (1662 m)
- Rotenkopf (1685 m)
- Zunderkopf (1617 m)
- Mitterkopf (1529 m)
- Bletschertalkopf (1358 m)
- Rindberg (1310 m)
- Schafkopf (1305 m)
- Krepelschrofen (1160,3 m)

### Höhlen
- Angerlloch
- Frickenhöhle im Bereich der Kuhfluchtwasserfälle bei Farchant

## Geologie und Hydrologie
Die südlichen und nördlichen Flanken des Estergebirges bestehen aus Hauptdolomit, der im Nor, einer Stufe der Obertrias, vor ca. 220 Millionen Jahren in einem flachen Teil der Tethys, dem Meliata-Ozean, abgelagert wurde. Der Hauptdolomit bildet im zentralen Teil des Estergebirges eine Mulde, sodass sich über ihm ein zusammenhängendes Gebiet
aus dem etwas jüngeren Plattenkalk erhalten konnte. Aus diesem sind auch die wichtigsten Gipfel (Hoher Fricken, Bischof, Krottenkopf, Hohe Kisten, Simetsberg) aufgebaut.
Der Plattenkalk ist ein wichtiger Karstbildner. So befindet sich zwischen Krottenkopf, Klaffen und Hohe Kisten auf 1600 bis 1700 m Höhe eine ausgedehnte, ca. 1,5 km² große Karstfläche (Michelfeld, Angerlboden, Kühalm),
in der sich zahlreiche Dolinen und Ponore gebildet haben.
Über diese wird die Karstfläche unterirdisch durch Klüfte und Höhlen in Richtung Loisach (Michelfeld, Angerlboden) bzw. Walchensee (Kühalm, Wildsee) entwässert. Die Karstgewässer treten dabei aus
Karstquellen, wie der Kuhfluchtquelle, an den westlichen bzw. östlichen Flanken des Plattenkalkgebiets aus. Das unterirdische Entwässerungssystem wurde
zwischen 1967 und 1973 durch Markierungsversuche nachgewiesen. Wichtige oberirdische Abflüsse sind die Eschenlaine im Norden und der Finzbach im Süden.

## Ausflugsmöglichkeiten
Im Estergebirge sind sowohl Sommer- als auch Wintertouren möglich. Zwei DAV-Hütten liegen in dieser Gebirgsregion. Die Weilheimer Hütte am Krottenkopf ist ein wichtiger Anlaufpunkt für die Touren. Das Wankhaus liegt in unmittelbarer Nähe der Wankbahn.
Eine lohnende Tour geht zum Kuhfluchtfall am Hohen Fricken, den man schön von Farchant aus sehen kann. Der Bach entspringt mitten aus einer senkrechten Felswand in dickem Strahl (wetterabhängig). Dort kann man auch eine langsame Hangrutschung beobachten, deren Bewegung seit Jahren von Geologen mittels Lasern anhand von im Fels verankerten Messpunkten vermessen wird. Für Laien gut sichtbares Zeichen ist ein „betrunkener Wald“ (das sind nach verschiedenen Seiten geneigte Bäume), der durch Bewegungen des Hangs bedingt ist.
Bei Benutzung öffentlicher Verkehrsmittel sind interessante Durchquerungen und Überschreitungen möglich
(Bahnstationen in Ohlstadt, Eschenlohe, Oberau, Farchant, Garmisch-Partenkirchen, Klais; Busstrecke Kochel am See-Walchensee-Wallgau).

## Bilder

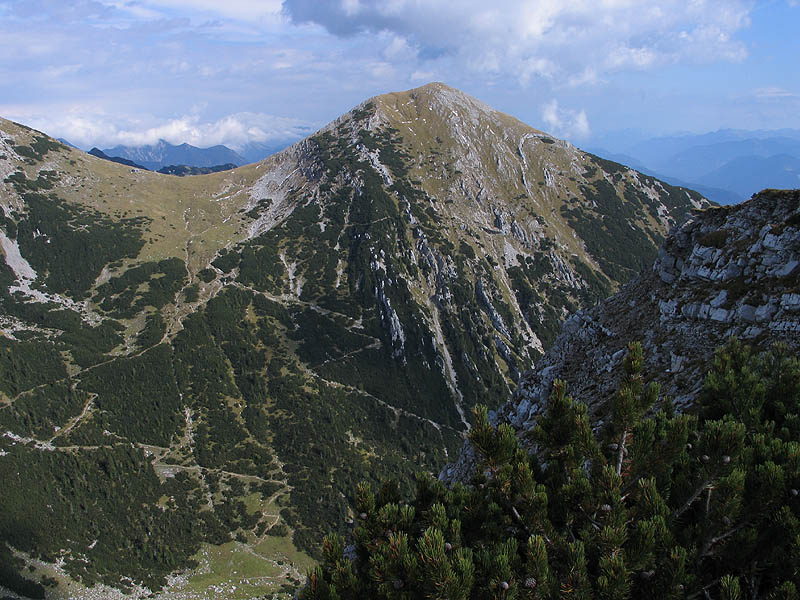
Der Krottenkopf (Oktober 2004)
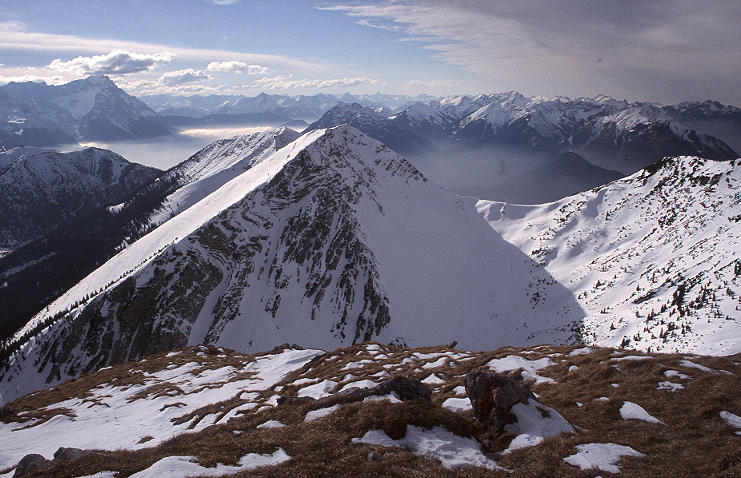
Blick in Richtung Südwest auf den Bischof (2033 m) vom Krottenkopf (2086 m)
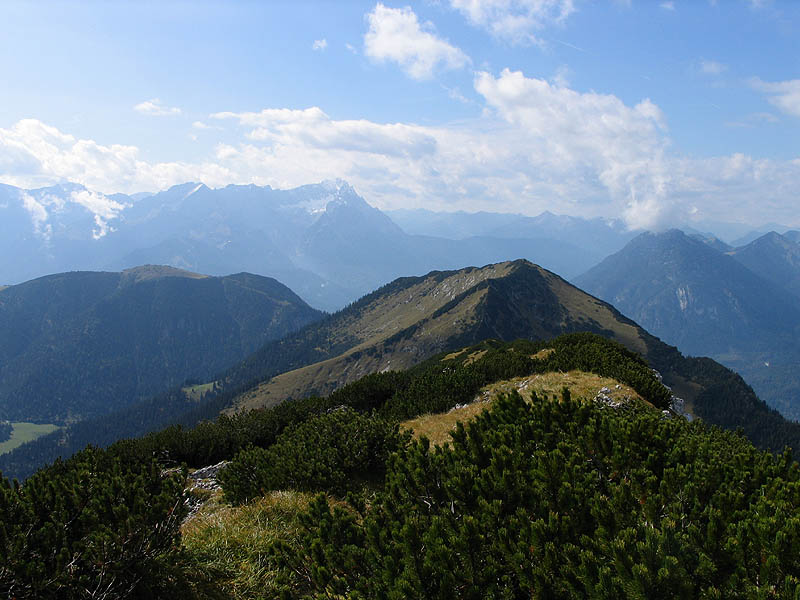
Der Hohe Fricken vom Bischof, im Hintergrund die Zugspitze
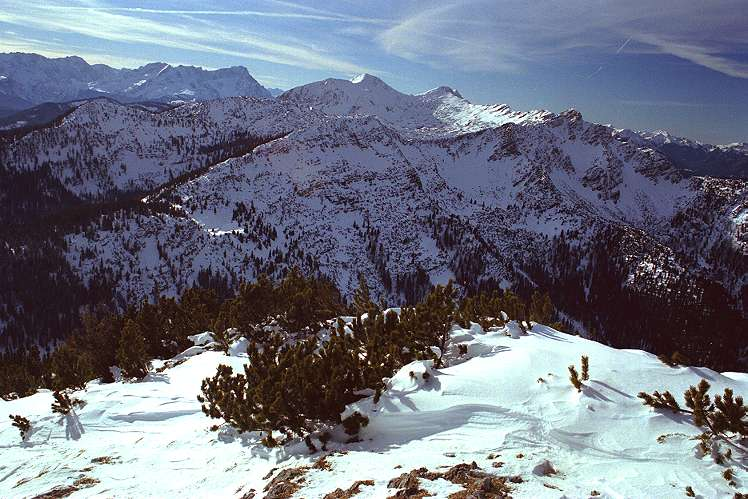
Blick vom Gipfel des Simetsbergs in das westliche Estergebirge